# Публикани
Публиканите (на латински: publi cani; publicanus (ед.ч.)) са лица вземащи на определена цена под формата на откупуване (концесия) от римския фиск правото да управляват и стопанисват от името на държавата, но за своя сметка държавно имущество - publicum, което можело да бъде земя — ager, пасбище — scripturae, рудник — metalla, солник — salinae, както и публични приходи, например налози - vectigalia, мита - portoria, а също и обществени поръчки за строителство или доставки – примерно на хляб.
Публиканите били особено съсловие състоящо се предимно от търговско-финансови спекуланти в Древен Рим и по-сетне в Константинопол, както и в римските провинции. На родово и местно ниво се обединявали в своего рода корпорации (societates publicanorum или vectigalium) под ръководството на manceps.
Контрактите (tabulae censoriae) към публиканите се възлагали от магистрати-цензори провеждащи търговете при определени условия (leges censoriae). Търговете печелели онази корпорации които предложели най-високата цена (summis pretiis), а най-ниското предложение се наричало infimis pretiis.
В качеството на помощници на публиканите в провинциите били немалък персонал чиновници – несвободни граждани. Vectigalia (decumae, scripturae) и portoria в едни от провинциите се отдавали на една корпорация или portoria се съединявала с scripturae при друг вариант. В Сицилия и Азия decumani събирали десятък (decuma) от земеделската продукция. Pecuarii или scr i ptuarii събирали аренда за ползването на държавните пасбища, portoriorum conductores събирали такси за превоз на товар или акциз, а socii salarii и publicani metallorum събирали аренда – първите за производството на сол, а вторите за експлоатацията на рудник. Публиканите вземащи на откуп земя – possessores или pastores, не били арендатори на земята, а само посредници в събирането на държавното вземане от действителните арендатори, което откупували предварително на собствен риск от държавата.
В периода на Римската република от 123 до 81 г. пр.н.е. и особено по времето на Гракхите, публиканите придобили огромно влияние върху съда. През 1 век пр.н.е. публиканите играели значима политическа роля в Римската република. Участвали и пряко в политическия живот в Древен Рим на страната на противниците на сенатската партия, като даже успели да прокарат посредством натиск върху Сената някои римски лобистки закони в своя полза и интерес.
По времето на империята ролята на публиканите значително намаляла. С цел да се отърси от тяхното влияние особено в провинциите, централната римска власт започнала да възлага пряко на провинциалните магистрати събирането на фиска, който вече бил изцяло в пари. Постепенно властта на публиканите била ограничена, а влиянието им в и върху обществения живот – значително намалено. За публиканите останало само събирането на налога от пасбищата, солниците и рудниците, което за разлика от преди вече се извършвало под строг имперски контрол.
В библейски контекст и в книгите на църковнославянски език, публиканите са известни като митари.